# Podmilj, Litija
Podmilj (izgovarjava [pɔdˈmiːl], v starejših virih Podmil) je nekdanje naselje v občini Litija v osrednji Sloveniji. Danes je del Mamolja. Naselje leži na Dolenjskem in je danes, tako kot preostala občina, del Zasavske statistične regije.

## Geografija
Podmilj stoji na jugozahodu Mamolja ob cesti proti Gradiškim Lazam.

## Zgodovina
Podmilj je imel leta 1900 26 prebivalcev, ki so živeli v štirih hišah. Podmilj se je leta 1952 priključil Mamolju in s tem izgubil status samostojnega naselja.